# تأثير اللغة الفرنسية على اللغة الإنجليزية
لا يتعلق تأثير اللغة الفرنسية على اللغة الإنجليزية بقواعد اللغة ونحوها فحسب، بل يتعلق أيضًا بمفردات اللغة وقواعد كتابتها ولفظها. دخلت معظم المفردات الفرنسية إلى اللغة الإنجليزية بعد غزو النورمان لإنجلترا في عام 1066، عندما أصبحت الفرنسية لغة المحكمة الأنغلو نورمانية الجديدة والحكومة والنخبة لعدة قرون. دامت هذه الفترة حتى انتهاء حرب المئة عام (1337-1453). ومنذ ذلك الوقت وما يليه، استمر تأثر اللغة الإنجليزية باللغة الفرنسية. وفقًا للورا ك. لوليس، يعود أصل أكثر من ثلث المفردات الإنجليزية الحديثة للفرنسية. وفقًا لخبيرة اللغة هنرييت والتر، تمثل الكلمات من أصل فرنسي أكثر من ثلثي المفردات الإنجليزية. ويقدر خبير اللغة أنتوني لاكودري أن الفرنسية هي المصدر المباشر لأكثر من 40,000 كلمة إنجليزية ويمكن فهمها دون أن يغير الناطقون بالفرنسية في قواعد كتابتها.

## تاريخ اللغة الفرنسية في إنجلترا

### قبل عام 1066
في بداية القرن الحادي عشر، لم تكن اللغة الإنجليزية القديمة ذات وضع محدد بشكل جيد. ولم يمتلك سكان بريطانيا العظمى لغة مشتركة. بدلًا من ذلك، كان هناك العديد من اللهجات الجرمانية المختلفة في ظل السلاسل اللهجوية المتنوعة.
تواجدت اللغات الكلتية المختلفة منذ القرن الرابع قبل الميلاد بصورة مشتركة. وكانت الجزيرة تخضع جزئيًا للاحتلال الروماني في القرن الأول الميلادي، وبعد ذلك بأربعة قرون أخرى. ومنذ عام 450 ميلاديًا، استوطنت شعوب الساكسون والأنجل واليوت في الجنوب والشرق. سادت اللهجات الجرمانية في هذه المناطق، فحلت محل اللهجات الكلتية، التي لم تبق سوى في غرب وشمال الجزيرة (ويلز، وكورنوال، واسكتلندا) وفي أيرلندا. في القرن الثامن، استوطن الفايكنج من إسكندنافيا على الجزيرة. كانت لغاتهم، وكذلك الجرمانية، ذات تأثير بالمقابل على اللغات الموجودة بالفعل في الجزيرة. في مطلع القرن الحادي عشر، تألفت البلاد من شعوب ذات لغات مختلفة بشكل كبير، ولا سيما الجرمانية، ولكنها كانت ذات تأثيرات متعددة.

### الغزو النورماني لإنجلترا وتبعاته
واجه النورمان شعبًا مفككًا لغويًا في عام 1066 في معركة هيستينغز. وصل ويليام الثاني الفاتح إلى هيستينغز (في ساسكس) في 29 سبتمبر 1066. ونشر رجاله حول المدينة بينما كان ينتظر جيش الملك هارولد الثاني. في 14 أكتوبر، كان جيش هارولد الثاني منهكًا بعد الرحلة الطويلة إلى هيستينغز وخسر المعركة بعد يوم واحد فقط. في أعقاب هزيمة الإنجليز، أعلن دوق نورماندي ويليام الثاني اعتلاءه عرش ملك إنجلترا في 25 ديسمبر 1066، وتُوج بصفته ويليام الأول من إنجلترا، والمعروف باسم ويليام الفاتح. مثّل هذا التاريخ بداية الروابط بين شعوب ولغات فرنسا وإنجلترا.
في حقيقة الأمر، كانت هذه الروابط قائمة حتى قبل ذلك الوقت. إذ شجع وجود نورماندي بمواجهة قناة المانش على الاتصال التجاري مع إنجلترا. زادت تلك الروابط إحكامًا في بداية القرن الحادي عشر، عندما تزوجت إيما، ابنة ريتشارد الثاني دوق نورماندي، من ملك إنجلترا إثيلريد أونريدي. بعد أن تأثرت الإنجليزية البدائية بالفرنسية القديمة أثناء الغزو النورماني عام 1066. ولم تقدم اللغة الإنجليزية أي مساهمة كبيرة في اللغة الفرنسية حتى القرن الثامن عشر.

## معرض صور

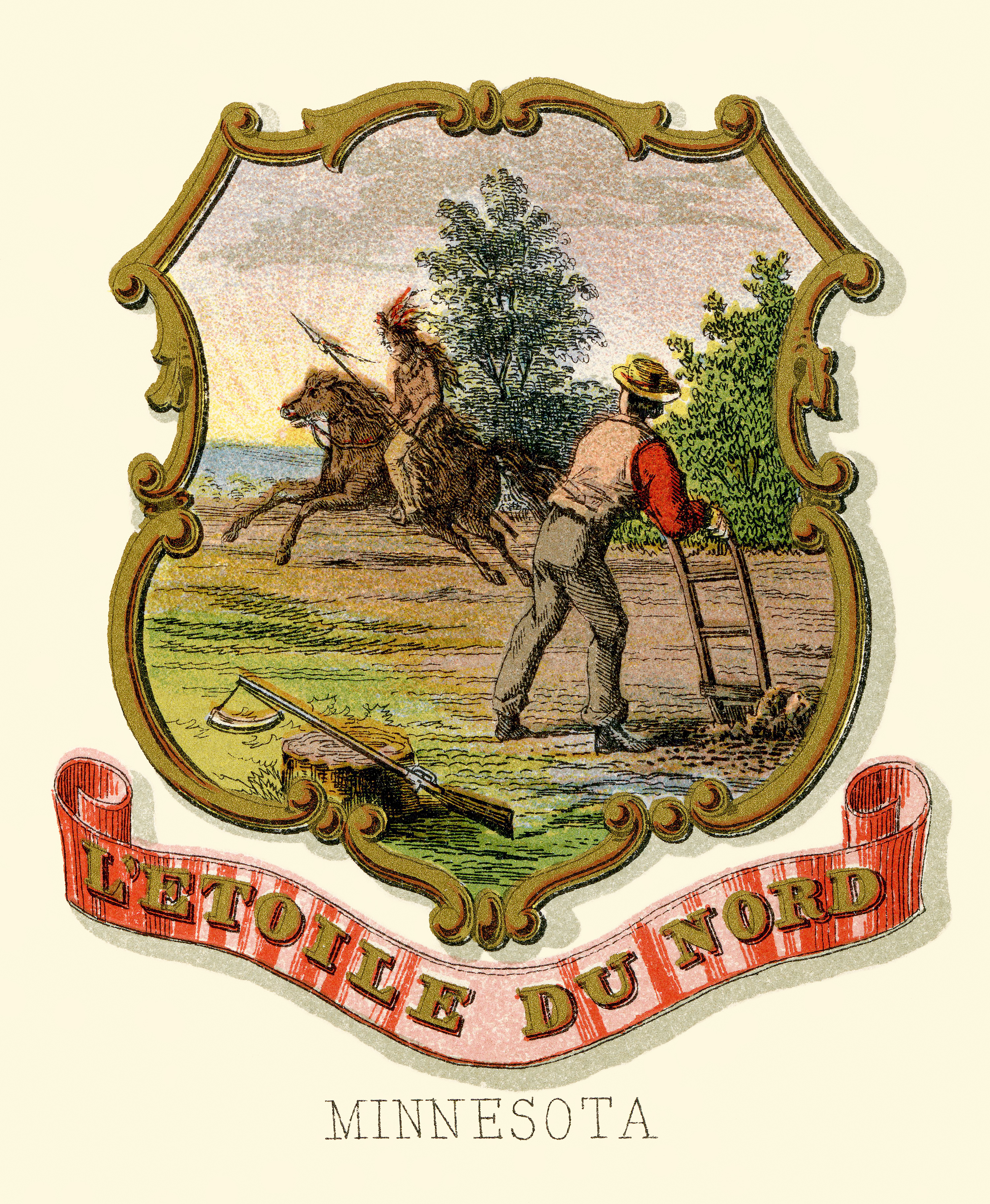
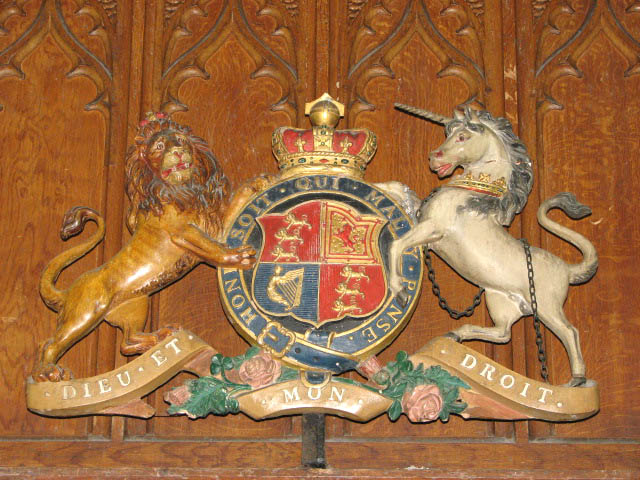